# Aschheim
Aschheim er en kommune i den nordlige del af Landkreis München (Oberbayern), i den tyske delstat Bayern. Den ligger nordøst for München Autobahnring A 99. I lokal dialekt bliver Aschheim udtalt som Oschham.
Ud over Aschheim ligger i kommunen landsbyen Dornach.

## Venskabsbyer
- Mougins i Frankrig
- Leros i Grækenland
- Jedovnice i Tjekkiet